# Норберг, Эрик
Эрик Норберг (швед. Erik Norberg; 30 сентября 1883, Смедьебаккен, Коппарберг — 19 февраля 1954, Лондон) — шведский гимнаст, чемпион летних Олимпийских игр 1908 года.
На Играх 1908 года в Лондоне Норберг участвовал только в командном первенстве, в котором его сборная заняла первое место.